# Košljun (wyspa)
Košljun – chorwacka wyspa na Adriatyku w pobliżu wyspy Krk. Jej powierzchnia wynosi 7,24 ha a długość linii brzegowej 1 083 m. Swego czasu wyspę zamieszkiwali franciszkanie z miejscowego klasztoru.